# Operclipygus britannicus
Operclipygus britannicus  (лат.) — вид мелких жуков-карапузиков из семейства Histeridae (Histerinae, Exosternini). Южная Америка: Бразилия (Amazonas: Manaus). Длина 1,72—2,15 мм, ширина 1,47—1,84 мм. Цвет красновато-коричневый. Вид был обнаружен в подстилочном слое и описан в 2013 году энтомологами Майклом Катерино (Michael S. Caterino) и Алексеем Тищечкиным (Santa Barbara Museum of Natural History, Санта-Барбара, США). Вид O. britannicus назван в честь Британского музея (British Museum, Natural History Museum, Лондон), в коллекциях которого был впервые обнаружен исследователями, проводившими ревизию рода и отнесён к группе видов Operclipygus impuncticollis, близок к виду Operclipygus bickhardti, отличаясь строением гениталий.